# Васхаузен, Ян
Ян Васхаузен (нем. Jan Washausen; род. 12 октября 1988, Гёттинген, ФРГ) — немецкий футболист клуба «Парс Ной-Изенбург».

## Клубная карьера
Васхаузен в 2006 году присоединился к молодёжной команде брауншвейгского «Айнтрахта», до этого он выступал за клубы из его родного города Гёттингена.
Первую игру за брауншвейгцев Ян провёл 4 августа 2007 года в матче Кубка Германии против бременского «Вердера». В том сезоне Васхаузен провёл ещё 15 игр за основной состав клуба, выступавшего в региональной лиге «Север». По итогам сезона «Айнтрахт» смог попасть в созданную федерацией футбола Германии третью Бундеслигу. За три сезона в третьей лиге Васхаузен провёл 35 игр, чаще всего появляясь на замену. В сезоне 2010/11 «Айнтрахт» вышел во вторую Бундеслигу. В дебютном году во второй Бундеслиге Ян провёл 17 игр, в основном выходя на поле в стартовом составе.
В начале сезона 2012/13 Васхаузен получил травму, которая не позволила ему играть до конца 2012 года. В зимнее трансферное окно он был отдан в аренду до конца сезона в клуб Третьей лиги «Кикерс Оффенбах». В аренде принял участие в 14 матчах. Перед началом сезона 2013/14 возвратился в «Айнтрахт», который добился права выступать в Бундеслиге. Первый матч в высшем футбольном дивизионе Германии Васхаузен сыграл 19 октября 2013 года, выйдя на замену в матче против «Шальке 04».
В июне 2015 года Ян Васхаузен перешёл в «Эльферсберг». 26 января 2018 года футболист перешёл в «Цвиккау» из Саксонии. А в сезоне 2017/18 Васхаузен подписал соглашение с немецким клубом «Галлешер».